# Loma Linda (Kalifornia)
Loma Linda város az USA Kalifornia államában, San Bernardino megyében. Lakosainak száma 24 791 fő (2020. április 1.).

## Népesség
A település népességének változása:

| 2010 | 23 261 |
| 2020 | 24 791 |